# Bleptaturus magnipalpis
Bleptaturus magnipalpis är en kvalsterart som beskrevs av Cook 1991. Bleptaturus magnipalpis ingår i släktet Bleptaturus och familjen Aturidae. Inga underarter finns listade.